# Astrítsi
Astrítsi, en grec moderne : Αστρίτσι, est un village du dème d'Archánes-Asteroússia, dans le district régional de Héraklion, de la Crète, en Grèce. Selon le recensement de 2001, la population d'Astrítsi compte 385 habitants.
Le village est situé à une altitude de 410 mètres et à une distance de 25 km de Héraklion.